# Ботанічний сад Ресіфі
Ботанічний сад Ресіфі (порт. Jardim Botânico do Recife, JBR) — ботанічний сад в районі Кураду міста Ресіфі, штат Пернамбуку, Бразилія. Парк займає площу 10,7 га та входить до складу природоохоронної території площею 113,6 га, решта з яких належить армії.
Бонтанічний сад було створено у 1960 році в процесі реорганізації Зооботанічного парку Кураду, що належав колишньому Інституту сільськогосподарських досліджень Північного Сходу, IPEANE. Зараз парк керується Муніципальною префектурою Ресіфі.
У парку зберігається ділянка атлантичного лісу, що, разом з прирічковими чагарниками та мангровими лісами вкривав колись всю територію міста.
У ботанічному саду проводяться наукові дослідження, заходи, спрямовані на збереження біорізноманіття і освіту.